# Орешац (Вршац)
Орешац је насеље у Србији у граду Вршац у Јужнобанатском округу. Према попису из 2022. било је 280 становника.
Овде се налази ФК Јединство Орешац.

## Историја
У протеклом периоду Орешац је имао више имена: Орошиа -1462. године, Орашич-1690. године, Орешац-1713. године, Homokdiód -1911. године, a од 1919. године Орешац.
У орешачком атару, на једној хумци (Жидовар), налази се откоп, који је крајем бронзаног доба био насељен. Ископине из тога места упућују у ватински културни круг.
Године 1462. име насеља на овом месту је било Оришија. После 1690. — Орич, који је 1713. године бројао 13 домова. Придошли су Румуни 1749. године, па се број домова попео на 46. По аустријском царском ревизору Ерлеру место је 1774. године имало милитарски статус, а припадало Вршачком округу и дистрикту. Становништво је било измешано, српско и влашко. Године 1782. пописано је 536 православаца. Године 1871. је сазидана румунска црква, тада заједничка српска и румунска. Године 1910. извршена је подела црквене имовине између Срба и Румуна. Црква је остала Румунима, који су исплатили Србима њихов део. Срби су 1912. године подигли нову цркву.
Прираст становништва последњих деценија био је: 1869 — 552 становника; 1881 — 615; 1890 — 738; 1900 — 682; 1910 — 766 становника. На дан 31. јануара 1821. године пописано је 713. становника, од којих је било: Срба — 319; Румуна — 350; Рома — 44.

## Демографија
У насељу Орешац живи 337 пунолетних становника, а просечна старост становништва износи 42,8 година (41,4 код мушкараца и 44,2 код жена). У насељу има 136 домаћинстава, а просечан број чланова по домаћинству је 3,09.
Становништво у овом насељу веома је нехомогено, а у последња три пописа, примећен је пад у броју становника.
|  |

| Демографија | Демографија | Демографија |
| Година      | Становника  | Становника  |
| ----------- | ----------- | ----------- |
| 1948.       | 801         |             |
| 1953.       | 840         |             |
| 1961.       | 813         |             |
| 1971.       | 738         |             |
| 1981.       | 647         |             |
| 1991.       | 570         | 501         |
| 2002.       | 420         | 531         |

| Етнички састав према попису из 2002.‍ | Етнички састав према попису из 2002.‍ | Етнички састав према попису из 2002.‍ | Етнички састав према попису из 2002.‍ | Етнички састав према попису из 2002.‍ |
| ------------------------------------ | ------------------------------------ | ------------------------------------ | ------------------------------------ | ------------------------------------ |
|                                      |                                      |                                      |                                      |                                      |
| Румуни                               | Румуни                               |                                      | 196                                  | 46,66%                               |
| Срби                                 | Срби                                 |                                      | 171                                  | 40,71%                               |
| Роми                                 | Роми                                 |                                      | 41                                   | 9,76%                                |
| Мађари                               | Мађари                               |                                      | 8                                    | 1,90%                                |
| Хрвати                               | Хрвати                               |                                      | 1                                    | 0,23%                                |
| Македонци                            | Македонци                            |                                      | 1                                    | 0,23%                                |
| непознато                            | непознато                            |                                      | 0                                    | 0,0%                                 |

| \| \| м \| \| \| ж \| \| ? \| 1 \| \| \| 3 \| \| 80+ \| 4 \| \| \| 5 \| \| 75—79 \| 10 \| \| \| 9 \| \| 70—74 \| 12 \| \| \| 26 \| \| 65—69 \| 15 \| \| \| 15 \| \| 60—64 \| 12 \| \| \| 15 \| \| 55—59 \| 14 \| \| \| 10 \| \| 50—54 \| 14 \| \| \| 12 \| \| 45—49 \| 23 \| \| \| 13 \| \| 40—44 \| 10 \| \| \| 17 \| \| 35—39 \| 11 \| \| \| 8 \| \| 30—34 \| 5 \| \| \| 14 \| \| 25—29 \| 14 \| \| \| 4 \| \| 20—24 \| 18 \| \| \| 14 \| \| 15—19 \| 14 \| \| \| 9 \| \| 10—14 \| 14 \| \| \| 11 \| \| 5—9 \| 10 \| \| \| 10 \| \| 0—4 \| 10 \| \| \| 14 \| \| Просек : \| 41,4 \| \| \| 44,2 \| |      |  |  |      |
| |      |  |  |      |
| | м    |  |  | ж    |
| ? | 1    |  |  | 3    |
| 80+ | 4    |  |  | 5    |
| 75—79 | 10   |  |  | 9    |
| 70—74 | 12   |  |  | 26   |
| 65—69 | 15   |  |  | 15   |
| 60—64 | 12   |  |  | 15   |
| 55—59 | 14   |  |  | 10   |
| 50—54 | 14   |  |  | 12   |
| 45—49 | 23   |  |  | 13   |
| 40—44 | 10   |  |  | 17   |
| 35—39 | 11   |  |  | 8    |
| 30—34 | 5    |  |  | 14   |
| 25—29 | 14   |  |  | 4    |
| 20—24 | 18   |  |  | 14   |
| 15—19 | 14   |  |  | 9    |
| 10—14 | 14   |  |  | 11   |
| 5—9 | 10   |  |  | 10   |
| 0—4 | 10   |  |  | 14   |
| Просек : | 41,4 |  |  | 44,2 |

| Година пописа     | 1948. | 1953. | 1961. | 1971. | 1981. | 1991. | 2002. |
| ----------------- | ----- | ----- | ----- | ----- | ----- | ----- | ----- |
| Број домаћинстава | 188   | 197   | 207   | 188   | 185   | 166   | 136   |

| Број чланова      | 1  | 2  | 3  | 4  | 5  | 6 | 7 | 8 | 9 | 10 и више | Просек |
| ----------------- | -- | -- | -- | -- | -- | - | - | - | - | --------- | ------ |
| Број домаћинстава | 26 | 43 | 17 | 20 | 15 | 8 | 4 | 2 | 0 | 1         | 3,09   |

| Пол    | Укупно | Неожењен/Неудата | Ожењен/Удата | Удовац/Удовица | Разведен/Разведена | Непознато |
| ------ | ------ | ---------------- | ------------ | -------------- | ------------------ | --------- |
| Мушки  | 177    | 46               | 118          | 9              | 4                  | 0         |
| Женски | 174    | 16               | 118          | 40             | 0                  | 0         |
| УКУПНО | 351    | 62               | 236          | 49             | 4                  | 0         |

| Пол    | Укупно                    | Пољопривреда, лов и шумарство | Рибарство                            | Вађење руде и камена | Прерађивачка индустрија       |
| ------ | ------------------------- | ----------------------------- | ------------------------------------ | -------------------- | ----------------------------- |
| Мушки  | 109                       | 80                            | 0                                    | 0                    | 3                             |
| Женски | 64                        | 54                            | 0                                    | 0                    | 0                             |
| Укупно | 173                       | 134                           | 0                                    | 0                    | 3                             |
|        |                           |                               |                                      |                      |                               |
| Пол    | Производња и снабдевање   | Грађевинарство                | Трговина                             | Хотели и ресторани   | Саобраћај, складиштење и везе |
| Мушки  | 0                         | 4                             | 8                                    | 1                    | 3                             |
| Женски | 0                         | 0                             | 4                                    | 0                    | 0                             |
| Укупно | 0                         | 4                             | 12                                   | 1                    | 3                             |
|        |                           |                               |                                      |                      |                               |
| Пол    | Финансијско посредовање   | Некретнине                    | Државна управа и одбрана             | Образовање           | Здравствени и социјални рад   |
| Мушки  | 0                         | 0                             | 4                                    | 0                    | 0                             |
| Женски | 0                         | 1                             | 1                                    | 2                    | 1                             |
| Укупно | 0                         | 1                             | 5                                    | 2                    | 1                             |
|        |                           |                               |                                      |                      |                               |
| Пол    | Остале услужне активности | Приватна домаћинства          | Екстериторијалне организације и тела | Непознато            | Непознато                     |
| Мушки  | 4                         | 0                             | 0                                    | 2                    | 2                             |
| Женски | 1                         | 0                             | 0                                    | 0                    | 0                             |
| Укупно | 5                         | 0                             | 0                                    | 2                    | 2                             |

## Коришћена литература
1. Извор Монографија Подунавске области 1812-1927 саставио Др, Владимир Марган бив. Председник Обласног одбора Комесар Обласне Самоуправе, објављено 1927 „Напредак Панчево”,
2. Територија Подунавске Области написао Др. Владимир Марган Председник Обл. Одбора Смедереву 1928.
3. Историјски преглед Подунавске Области Банатски део написао: Felix Milecker библиотекар и кустос градске библиотеке и музеја у Вршцу 1928.
4. »Летопис« Општина у јужном Банату: „Банатска места и обичаји” Марина (Беч 1999).